# 腦出血
脑出血（cerebral hemorrhage）又称脑内出血（intracerbral hemorrhage，ICH）、出血性中风（hemorrhagic stroke），是指脑组织、脑室或者两者同時突然出血。它是一种顱內出血和中风疾病。當患者腦出血時可能會伴隨有頭痛、輕偏癱、呕吐、癫痫发作、意识水平下降和頸部僵硬、发热等症狀。通常症状会随着时间的推移而恶化。
造成腦出血的原因包括创伤性脑损伤、腦動脈瘤、动静脉畸形和脑肿瘤。造成自发性腦出血的最大危险因素是高血压和淀粉样变。其他风险因素包括酗酒、低胆固醇、使用抗凝剂和服用可卡因。腦出血的診斷一般主要靠计算机体层成像以及磁共振成像等方式。
通常醫生會在重症监护室救助患者， 並且還要将患者的血压降低至收缩压140毫米汞柱。 
每年每10,000人中约有2.5人被診斷出腦出血。男性和老年人腦出血的概率更大。 大约44%的腦出血患者會在一个月内死亡。 大约20%的腦出血患者經過醫療手段干預後脫離生命危險並好轉。